# Национальная федерация женщин-демократов
Национальная федерация женщин-демократов (англ. The National Federation of Democratic Women, NFDW) является официальной организацией Демократической партии, занимающейся женскими проблемами.
федерация была создана в 1971 году как средство поддержки женских голосов в Демократической партии США. Федерация проводит конференции и мероприятия на национальном и государственном уровне, является признанной составной группой Национального комитета Демократической партии (англ. Democratic National Committee, DNC), имеет три места в комитете, а президент федерации является частью исполкома комитета. Федерация имеет 37 отделений в США.

## История
Национальная федерация женщин-демократов была образована 6 октября 1971 года, когда 27 женщин собрались за завтраком во время конференции женщин-демократов в отеле Capitol Hilton в Вашингтоне, округ Колумбия. Рилла Моран (Rilla Moran) была избрана временным председателем. В мае 1972 года, в Нэшвилл, Теннесси, США, состоялось первое ежегодное собрание.
Рилла Моран была избрана первым президентом Федерации на собрании в мае 1972 года и занимала эту должность до 1977 года. В 1977 году президентом был избрана Джин Ом (Jean Ohm) из Южной Дакоты, США. На этом съезде женщины Федерации учредили стажировку основателей для молодых женщин в возрасте от 18 до 25 лет для работы в Национальном комитете Демократической партии.
В период 1972–1977 годов федерация получила признание Национального комитета Демократической партии в качестве официальной женской организации и получила место в Исполнительном комитете Национального комитета Демократической партии и три места в Национальном комитете Демократической партии. 

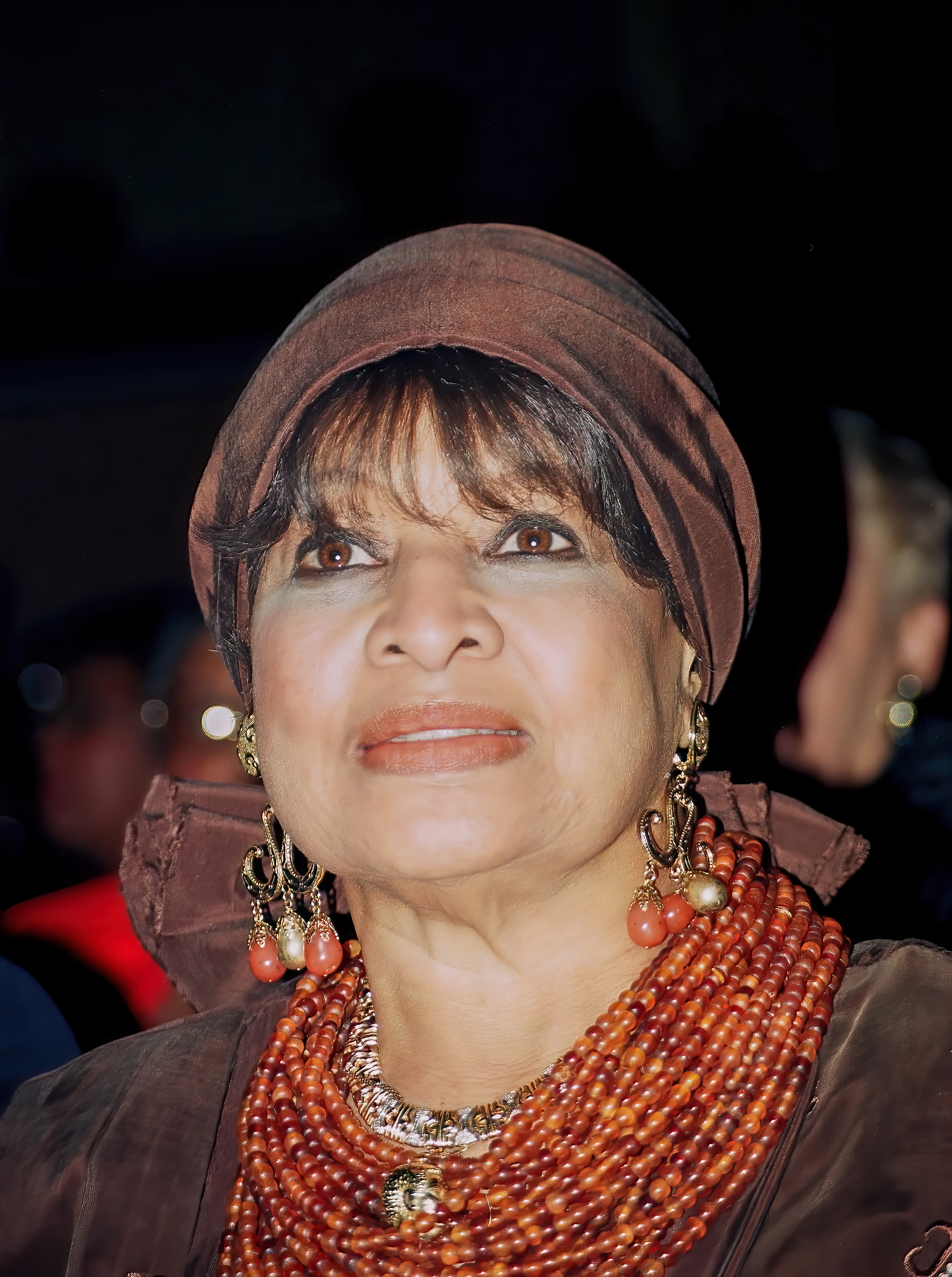
Делорес Такер, активист федерации

Рилла Моран Вудс (Rilla Moran Woods), Делорес Такер и Кэролайн Уилкинс (Caroline Wilkins) сыграли важную роль в установлении официального признания федерации благодаря работе в Уставной комиссии (англ. Charter Commission) и Исполкоме Национального съезда Демократической партии 1976 года.

## Внешние ссылки
- Национальная федерация женщин-демократов — официальный сайт Национальная федерация женщин-демократов